# SpaceX Crew-10
SpaceX Crew-10 — десятый пилотируемый полёт американского космического корабля Crew Dragon компании SpaceX в рамках программы NASA Commercial Crew Program. Корабль доставил четырёх членов экипажа миссии Crew-10 и космических экспедиций МКС-72/73 на Международную космическую станцию (МКС). Запуск состоялся 14 марта 2025 года в 23:03 UTC. 9 августа 2025 года состоялась посадка космического корабля.

## Экипаж
| Астронавт       | Должность         | № полёта        | Организация     |
| Основной экипаж | Основной экипаж   | Основной экипаж | Основной экипаж |
| --------------- | ----------------- | --------------- | --------------- |
| Энн Макклейн    | Командир          | 2               | НАСА            |
| Николь Айерс    | Пилот             | 1               | НАСА            |
| Такуя Ониши     | Специалист полёта | 2               | JAXA            |
| Кирилл Песков   | Специалист полёта | 1               | Роскосмос       |
| Дублёры         |                   |                 |                 |
| Зена Кардман    | Командир          | 1               | НАСА            |
| Эдвард Финк     | Пилот             | 4               | НАСА            |
| Кимия Юи        | Специалист миссии | 1               | JAXA            |
| Олег Платонов   | Специалист полёта | 1               | Роскосмос       |

1 августа 2024 года НАСА объявило об назначении экипажа миссии SpaceX Crew-10, старт которой запланирован к МКС в феврале 2025 года. В декабре 2024 года дату запуска перенесли на конец марта 2025 года. В феврале 2025 года была озвучена дата запуска — 12 марта 2025 года.
Осенью 2024 года основной экипаж корабля миссии Crew-10 совместно с членами экипажа пилотируемого корабля «Союз МС-27» проходили подготовку к полёту в Космическом центре имени Л. Джонсона НАСА. В феврале 2025 года, в связи с подписанием третьего дополнения к договорённости между Госкорпорацией «Роскосмос» и НАСА о перекрёстных полётах, в дублирующий состав экипажа миссии Crew-10 включён Олег Платонов, а ранее назначенный дублёром миссии Crew-10 Олег Артемьев назначен дублёром Олега Платонова в миссии Crew-11. 13 февраля 2025 года главной медицинской комиссией Кирилл Песков и Олег Платонов признаны годным к космическому полёту.
Полёт пройдет в рамках экспедиций МКС-73 в соответствии с соглашением Роскосмоса и НАСА о перекрёстных полётах российских космонавтов на американских кораблях Crew Dragon и американских астронавтов на российских кораблях «Союз МС» к МКС.

## Полёт
Запуск миссии был запланирован на 13 марта 2025 года, но по техническим причинам и погодным условиям был перенесён на двое суток.
15 марта в 02 часа 03 минуты 48 секунд по московскому времени космический корабль Crew Dragon C210 «Эндьюранс» (четвёртый полёт) с миссией SpaceX Crew-10 стартовал с помощью ракеты-носителя Falcon 9 Block 5 со стартового комплекса площадки LC-39A Космического центра Кеннеди во Флориде. Пуск ракеты-носителя выполнен стартовыми командами компании SpaceX при поддержке боевых расчётов 45-го Космического крыла Космических сил США. Использовавшаяся во второй раз 1-я ступень В1090, после выполнения полётного задания, совершила посадку на площадке LZ-1 на мысе Канаверал. Выведение корабля Crew Dragon на заданную орбиту и его отделение от второй ступени ракеты прошли штатно.
16 марта 2025 года 04:04 UTC совершена стыковка к переднему узлу модуля «Гармония» американского сегмента Международной космической станции. Через 91 минуту состоялось открытие люков.